# Saúl Morales
Saúl Morales (...) è un pallavolista portoricano.
Gioca nel ruolo di libero negli Indios de Mayagüez.

## Carriera

### Club
La carriera di Saúl Morales inizia nei tornei scolastici portoricani, giocando per il Colegio Calasanz, prima di esordire nella Liga de Voleibol Superior Masculino nella stagione 1999 coi Patriotas de Lares, coi quali gioca anche nella stagione seguente. Nel campionato 2001 approda ai Leones de Ponce, restando anche in questa franchigia per due annate, premiato al termine di entrambe come miglior libero del torneo.
Nella stagione 2003 firma per i Rebeldes de Moca, coi quali gioca anche nella stagione successiva, vincendo altri due premi come miglior libero. Dopo il trasferimento della sua franchigia a Carolina, gioca per due annate coi Nuevos Gigantes de Carolina, inserito anche nello All-Star Team del torneo 2005. Nel campionato 2007 approda ai Caribes de San Sebastián, raggiungendo la finale scudetto; con lo scioglimento della franchigia, nel campionato seguente firma per i Plataneros de Corozal, coi quali vince il suo primo scudetto.
Dopo aver militato nella stagione 2009-10 con gli Indios de Mayagüez, decide di ritirarsi, trasferendosi a New York, dove lavora come cuoco; tuttavia torna sui suoi passi e, dopo una sola annata di inattività, nel campionato 2011-12 torna a giocare nei Patriotas de Lares, raggiungendo subito la finale scudetto e militandovi fino al campionato 2014.
Nella stagione 2015 fa ritorno agli Indios de Mayagüez.

## Palmarès

### Club
- Campionato portoricano: 1

2008

### Premi individuali
- 2001 - Liga de Voleibol Superior Masculino: Miglior libero
- 2002 - Liga de Voleibol Superior Masculino: Miglior libero
- 2003 - Liga de Voleibol Superior Masculino: Miglior libero
- 2004 - Liga de Voleibol Superior Masculino: Miglior libero
- 2005 - Liga de Voleibol Superior Masculino: All-Star Team